# Storm (album Theatre of Tragedy)
Storm è il sesto album della band norvegese Theatre of Tragedy pubblicato 24 marzo 2006 sotto l'etichetta discografica Candlelight Records.

## Descrizione
Con Storm i Theatre of Tragedy si allontanano nuovamente dalle sonorità industrial segnalando un parziale ritorno al genere delle origini.
Attraverso questa pubblicazione si registrano anche delle novità stilistiche dal punto di vista vocale: Storm è l'album in cui Nell Sigland debutta come voce femminile della band e Raymond J. Rohonyi abbandona le tecniche canore adottate nei precedenti Musique e Assembly per far ritorno al cantare parlato tipico di Aégis. L'omonimo singolo è stato pubblicato un mese prima dell'album, mettendo alla luce tutte queste novità musicali.

## Tracce
1. Storm – 3:46
2. Silence – 3:45
3. Ashes and Dreams – 4:03
4. Voices – 3:29
5. Fade – 5:57
6. Begin and End – 4:28
7. Highlights (bonustrack) – 3:59
8. Senseless – 4:32
9. Exile – 4:00
10. Disintegration – 4:46
11. Debris – 5:04

## Formazione
- Raymond I. Rohonyi – voce maschile
- Nell Sigland – voce femminile
- Frank Claussen – chitarra
- Vegard K. Thorsen – chitarra
- Lorentz Aspen – tastiere
- Hein Frode Hansen – batteria